# Cheilosia fasciata
Espèce
Cheilosia fasciata est une espèce d'insectes de l'ordre des diptères, du sous-ordre des brachycères (les brachycères sont des mouches muscoïdes aux antennes courtes).